# 库尔塞勒
库尔塞勒（法語：Courcelles，法語發音：[kuʁsɛl] ⓘ）是比利时瓦隆大区埃諾省沙勒罗瓦区的一个市镇，位于沙勒罗瓦西北，通行法语，是比利时法语社群的一部分，人口31,376人（2018年1月1日）。